# مسورة (حبيش)

تعديل مصدري - تعديل

مسورة محلة تابعة لقرية النجر، التابعة لعزلة المشيرق بمديرية حبيش إحدى مديريات محافظة إب في الجمهورية اليمنية، بلغ تعداد سكانها 45 حسب تعداد اليمن لعام 2004.